# Rendez-vous de l’Erdre

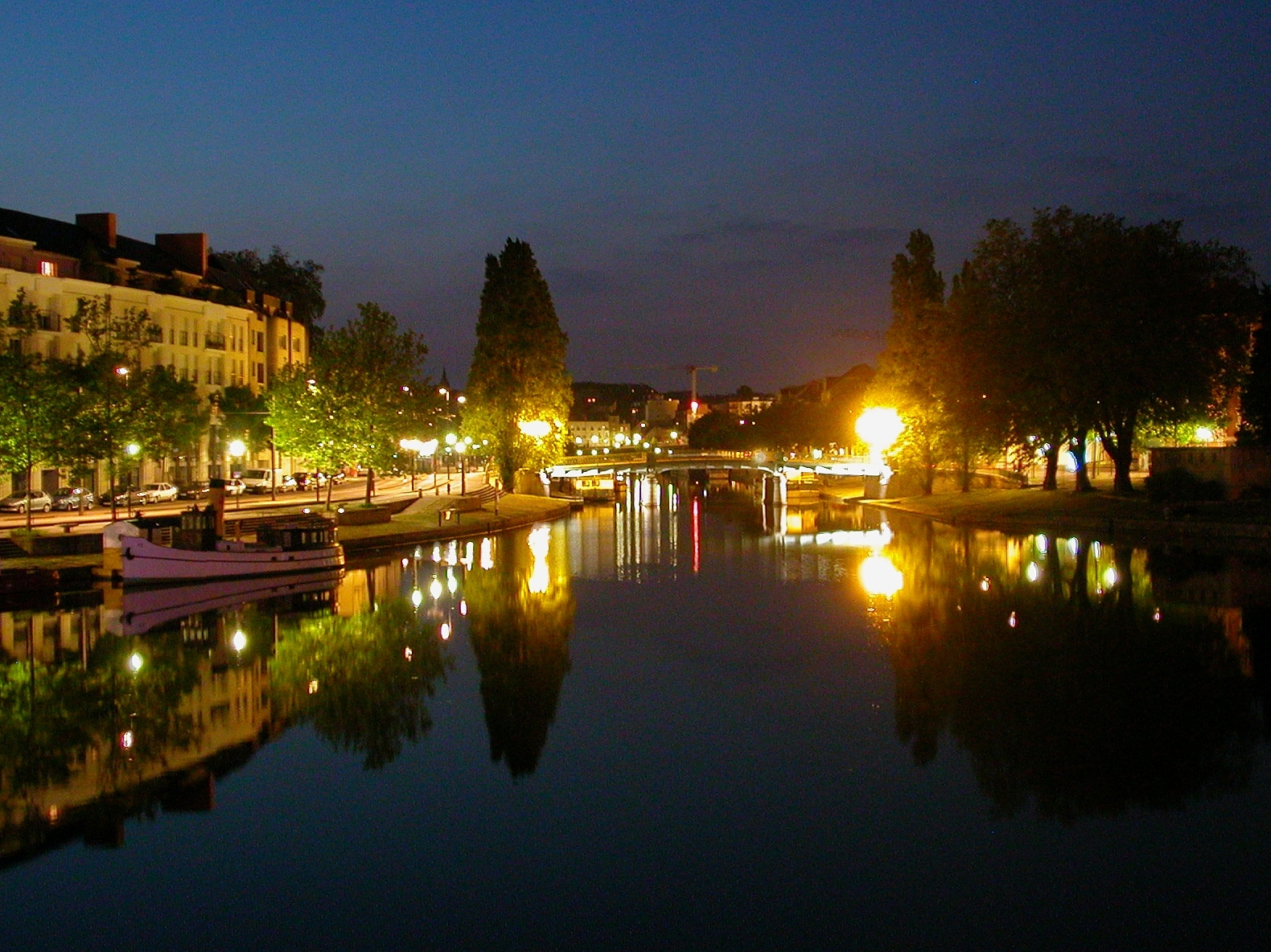
Die Erdre in Nantes bei Nacht (nicht während des Festivals)

Die Rendez-vous de l’Erdre sind ein Open-Air-Jazz-Festival in der französischen Stadt Nantes.
Dieses findet immer Ende August auf mehreren Bühnen entlang der Erdre, einem Fluss der in Nantes in die Loire mündet, statt. Geladen sind nationale und internationale Gäste, aber auch lokale Musikgruppen. Die Konzerte sind kostenlos.
Jährlich finden sich rund 150.000 Besucher auf dem Festival ein.